# Ryszard Waksmund
Ryszard Waksmund (ur. 2 czerwca 1950 w Bielawie) – polski historyk i teoretyk literatury, badacz literatury dziecięcej.

## Życiorys
W 1973 ukończył studia polonistyczne na Uniwersytecie Wrocławskim. Po studiach pracował początkowo jako nauczyciel w szkole podstawowej, następnie został zatrudniony na macierzystej uczelni, w Instytucie Filologii Polskiej. Tam w 1982 obronił pracę doktorską „Stałość i zmienność przekazu artystycznego w literaturze dla dzieci i młodzieży z perspektywy komunikacyjnej i kulturowej napisaną pod kierunkiem Bogdana Zakrzewskiego, w 2001 uzyskał stopień doktora habilitowanego na podstawie pracy Od literatury dla dzieci do literatury dziecięcej (tematy-gatunki-konteksty). Pracę na UWr. łączył z pracą na Wydziale Lalkarskim we Wrocławiu PWST w Krakowie. W 2013 otrzymał tytuł profesora nauk humanistycznych.
Opublikował m.in. książki Literatura pokoju dziecinnego (1986), poświęconą literaturze dla XIX wieku i Nie tylko Robinson, czyli o oświeceniowej literaturze dla dzieci i młodzieży. Wydana w 2000 rozprawa habilitacyjna dotyczyła teorii literatury.
Po przejściu na emeryturę zamieszkał w Bielawie, gdzie objął funkcję wiceprezesa Towarzystwa Przyjaciół Bielawy.
W 2023 został członkiem honorowym Polskiej Sekcji IBBY.